# مؤشر بلسم
مؤشر بَلْسَم أو مؤشر نضج تقنيات الذكاء الاصطناعي للغة العربية، هو مؤشر أطلقته الهيئة السعودية للبيانات والذكاء الاصطناعي (سدايا) ومجمع الملك سلمان العالمي للغة العربية بتاريخ 12 سبتمبر 2025م، وأحد مبادرات مركز ذكاء العربية، بُني لقياس وتقييم النماذج العربية في مجال البيانات والذكاء الاصطناعي بالشراكة مع جهات عربية مختصة، ويهدف المؤشر لتمكين الباحثين والمطورين من توظيف تقنيات الذكاء الاصطناعي لمعالجة آلية للغة العربية، بالإضافة إلى بناء الأدوات والبرامج التي تعين على حفظ اللغة العربية، ويأتي ذلك في إطار دعم مستهدفات الاستراتيجية الوطنية للبيانات والذكاء الاصطناعي، المنبثقة من رؤية السعودية 2030.

## خلفية
وضع مجمع الملك سلمان للغة العربية إطارًا موحدًا لقياس مدى نضج النماذج اللغوية في اللغة العربية، حيث بدأت فكرة المشروع في عام 2022، قبل أن تتحول إلى عمل فعلي انطلق في عام 2023، وقد باشر المجمع تنفيذ المشروع بجمع البيانات المطلوبة، والعمل على تطوير النسخة الأولى من مؤشر القياس "بلسم"، حتى أطلق في القمة العالمية للذكاء الاصطناعي في نسختها الثالثة المنعقدة في الرياض بتاريخ 9 ربيع الأول 1446هـ - الموافق - 12 سبتمبر 2025م وقد طُورت منهجية للتقييم تجمع بين التحكيم البشري والتقييم الآلي عالي الدقة؛ إذ وصلت إلى مقاييس تقارب نتائج التحكيم البشري بنسبة (0.88%)، وهو ما يعزز موثوقية المؤشر في اعتماده بالمستويين البحثي والتطبيقي، وذلك بالتعاون مع الهيئة السعودية للبيانات والذكاء الاصطناعي (سدايا)، وعدد من الجهات المختصة من القطاعين الحكومي والخاص وهم:
- جامعة الملك عبد الله للعلوم والتقنية
- جامعة الملك سعود
- جامعة الملك عبد العزيز
- جامعة بيشة
- جامعة نيويورك أبو ظبي
- جامعة قطر
- جامعة محمد بن زايد للذكاء الاصطناعي
- معهد قطر لبحوث الحوسبة
- أيه آي إكسبلين

## الأهداف
يُعنى مؤشر بلسم بتنظيم مجموعات البيانات عبر توظيف الموارد وتبادل الخبرات لبناء مجموعات بيانات عالية الجودة، تغطي مستويات مختلفة من اللغة العربية ومجالات متعددة، وتُعد خصيصًا لاختبارات الذكاء الاصطناعي، بهدف تعزيز كفاءة وتنوع نماذج اللغة الضخمة (LLMs). كما يسعى المؤشر إلى تطوير آليات موحدة لتقييم الأداء، من خلال وضع معايير واضحة تمكّن من مقارنة نتائج نماذج اللغة وتحديد سبل تحسينها بشكل مستمر، ويعمل كذلك على نشر نتائج هذه التقييمات لإبراز قدرات النماذج في أداء المهام المتعلقة بمعالجة اللغة العربية الطبيعية، إلى جانب توحيد جهود المجتمعات البحثية في هذا المجال، عبر توفير مجموعات بيانات ومعايير تقييم موحّدة، ويُولي المؤشر أهمية خاصة للجوانب الأخلاقية والممارسات المسؤولة في تطوير الذكاء الاصطناعي، لضمان تحقيق العدالة والشفافية في جميع مراحل العمل.

## المكونات
يضم مؤشر بلسم ما يقارب 1400 مجموعة بيانات تحتوي على 50 ألف سؤال، تغطي 67 نوعًا من المهام المتنوعة، مثل التدقيق الإملائي والنحوي، وإعادة الصياغة، وتصنيف العلاقات السببية، وفهم المقروء، ويتيح هذا المؤشر للباحثين، والشركات، ومطوري نماذج اللغة الضخمة تقييم أداء نماذجهم، ومقارنتها بأداء نماذج أخرى، مما يسهم في تحسينها.

## التقارير
ابتدأ العمل على تقارير مؤشر نضج تقنيات الذكاء الاصطناعي للغة العربية (بلسم) ونشرها من النصف الأول من سنة 2025م.

### تقرير النصف الأول من عام 2025م
أصدر مجمع الملك سلمان العالمي للغة العربية التقرير لمؤشر "بلسم" في 3 أغسطس 2025، يتضمن التقرير تقييمًا شاملاً لـ 22 نموذجًا لغويًا استنادًا إلى 12,786 سؤالًا تغطي 54 مهمة ضمن 13 فئة لغوية تشمل الترجمة، التلخيص، الكتابة الإبداعية، الفهم القرائي، البرمجة، التصنيف، وغيرها من مهام معالجة اللغة الطبيعية، بالإضافة إلى تحليلات مفصلة لأداء النماذج تسهل مقارنة نتائجها وتساعد في تحديد نقاط القوة والضعف لكل نموذج حسب المهمة.

## وصلات خارجية
- مركز ذكاء العربية
- مجمع الملك سلمان العالمي للغة العربية
- الهيئة السعودية للبيانات والذكاء الاصطناعي (سدايا)